# سانتا روزا (كوستاريكا)
سانتا روزا (بالإسبانية: Santa Rosa) هو حي إداري (منطقة) يقع في كانتون تورريالبا ضمن محافظة كارتاغو في كوستاريكا. تُعرف المنطقة بطبيعتها الجبلية ومناخها المعتدل، وتعد من المناطق الريفية ذات الكثافة السكانية المنخفضة نسبيًا.

## التاريخ
تم إنشاء حي سانتا روزا رسميًا في 25 أبريل عام 1994 بموجب المرسوم التنفيذي رقم 23217-G. وقد تم فصله إداريًا عن أراضي أخرى ضمن الكانتون لتشكيل حي مستقل.

## الجغرافيا
تقع سانتا روزا على ارتفاع يبلغ حوالي 1475 مترًا فوق مستوى سطح البحر، وتغطي مساحة تبلغ 149.81 كيلومترًا مربعًا. تتميز تضاريسها بوجود تلال ووديان وغابات استوائية، وهي ضمن المنطقة الجبلية لوسط كوستاريكا. يحدها عدد من الأحياء الريفية الأخرى داخل كانتون تورريالبا.

## السكان
بحسب بيانات التعداد السكاني لعام 2011، بلغ عدد سكان حي سانتا روزا حوالي 2,389 نسمة. يتوزع السكان في مجتمعات ريفية صغيرة، ويعتمد معظمهم على الزراعة والأنشطة التقليدية كمصدر رئيسي للدخل.

## الاقتصاد
يعتمد اقتصاد سانتا روزا على:
- الزراعة (خصوصًا زراعة البن والمحاصيل الجبلية)
- تربية المواشي
- بعض الأنشطة السياحية البيئية

## النقل
يمر عبر الحي طريق وطني واحد يخدم المنطقة:
- الطريق الوطني 230

يربط هذا الطريق بين مجتمعات ريفية في الحي والمراكز الحضرية المجاورة ضمن كانتون تورريالبا، ويُعد شريانًا حيويًا لحركة التنقل ونقل المحاصيل.

## المرافق والخدمات
يحتوي الحي على عدد من المدارس الأساسية والمرافق الصحية الريفية، بالإضافة إلى كنائس ومراكز مجتمعية. إلا أن بعض الخدمات المتقدمة يتم توفيرها في مركز كانتون تورريالبا.